# IC 127
IC 127 est une galaxie spirale vue par la tranche située dans la constellation de la Baleine. Sa vitesse par rapport au fond diffus cosmologique est de (1699 ± 47) km/s, ce qui correspond à une distance de Hubble de 25,1 ± 1,9 Mpc (∼81,9 millions d'al), à environ 91 millions années-lumière de la Voie lactée. Elle a été découverte par l'astronome français Stéphane Javelle en 1892.
La classe de luminosité de IC 127 est II et elle présente une large raie HI. C'est aussi une galaxie brillante en rayon X,

## Groupe de NGC 584
IC 127 fait partie du  groupe de NGC 584 qui comprend 9 galaxies brillantes dans le domaine des rayons X : NGC 584, NGC 586, NGC 596, NGC 600, NGC 615, NGC 636, IC 127, UGCA 17 et KDG 007.